# Ізяславська міська територіальна громада
Ізяславська міська громада — територіальна громада в Україні, в Шепетівському районі Хмельницької області. Адміністративний центр — місто Ізяслав.

## Географія й демографія
Площа громади — 645,077 км², населення — 30 164 мешканці (2019).

## Історія
Утворена 12 червня 2020 року шляхом об'єднання Ізяславської міської ради та Білівської, Білогородської, Білотинської, Двірецької, Завадинецької, Клубівської, Лютарської, Мислятинської, Михнівської, Поліської, Радошівської, Ріпківської, Сошненської, Тишевицької, Топорівської, Щуровецької сільських рад Ізяславського району.
19 липня 2020 року, в результаті адміністративно-територіальної реформи та ліквідації Ізяславського району, громада увійшла до складу новоутвореного Шепетівського району.

## Влада
В Ізяславі розташований представницький орган місцевого самоврядування територіальної громади — Ізяславська міська рада.

## Населені пункти
На території Ізяславської міської громади розташовані 46 населених пунктів — 1 місто і 45 сіл:
- Ізяслав
- Білеве
- Білижинці
- Білогородка
- Білотин
- Більчин
- Більчинка
- Васьківці
- Двірець
- Дібровка
- Забрід
- Завадинці
- Закружці
- Заріччя
- Зубарі
- Іванівка
- Калетинці
- Кіндратки
- Клубівка
- Комини
- Криволука
- Лопушне
- Лютарка
- Мислятин
- Михля
- Михнів
- Мокрець
- Нечаївка
- Новостав
- Півнева Гора
- Підлісці
- Покощівка
- Поліське
- Припутенка
- Припутні
- Путринці
- Радошівка
- Ревуха
- Ріпки
- Рокитне
- Сошне
- Тишевичі
- Топірчики
- Топори
- Щурівці
- Щурівчики